# Inbox by Gmail
Inbox by Gmail fue una aplicación de correo electrónico de Google para Android, iOS, disponible también para los navegadores Chrome, Firefox y Safari. La aplicación se centraba en mejorar la productividad y la organización del correo electrónico permitiendo al usuario suspender los mensajes para trabajarlos más tarde, hacer correos electrónicos similares por lote y recibir tarjetas de estilo de Google Now.

## Historia
Inbox se lanzó oficialmente como una versión beta el 22 de octubre de 2014. Al principio se requería de una invitación para poder acceder a Inbox, pero a partir del 28 de mayo de 2015, Google anunció que la aplicación estaría oficialmente abierta a todos los usuarios con una cuenta de Gmail. El 24 de junio de 2015, Google agregó el botón "Deshacer Envío" en Inbox, permitiendo a los usuarios retractar un correo electrónico antes de 10 segundos de haberlo enviado. El 2 de abril de 2019 Google cerró oficialmente la aplicación.

## Funcionamiento
Cuando el usuario iniciaba sesión, Google exploraba la cuenta de correo electrónico para obtener información importante y correo electrónico similar. A continuación, presentaba en primer lugar lo que considera el correo electrónico de mayor relevancia y los grupos de correos similares que se conocen como "Bundles", mismos que se agrupan por tipo (por ejemplo, "Viajes" o "Actualizaciones"). También convierte las direcciones físicas en enlaces de Google Maps y números de confirmación de aerolíneas en actualizaciones de estado de vuelo. Los usuarios pueden hacer Bundles personalizados, utilizando filtros de Gmail, y pudiendo especificar la hora y el día en que se muestre el Bundle. También se podían organizar mensajes de correo electrónico utilizando acciones rápidas, como por ejemplo pasar la pantalla a la derecha para archivar un mensaje o pasarla a la izquierda para retrasar un correo electrónico para otro momento. Esta función "Snooze" funcionaba de forma similar a la de la aplicación Mailbox. El usuario podía mantener el dedo en la pantalla para acceder a acciones masivas, como archivar, suspender o eliminar correos electrónicos en lotes. El correo se mostraba cronológicamente, con los mensajes más recientes en la parte superior. Los correos electrónicos se podían fijar en la parte superior de la pantalla como una lista de tareas pendientes. En la esquina inferior derecha de la pantalla, está el botón rojo de "Compose" que muestra los contactos recientes. Al igual que la aplicación de Gmail, también mostraba una pestaña para acceder rápidamente a Hangouts.